# SMS Helgoland (1912)
L'SMS Helgoland fu un esploratore (o incrociatore leggero) dell’imperiale e regia Marina austro-ungarica, entrato in servizio il 5 settembre 1914 come seconda unità della omonima classe.
Durante la prima guerra mondiale l'unità fu molto attiva nell'ambito delle operazioni navali nel mare Adriatico, prendendo parte in particolare alla battaglia del Canale d'Otranto nel maggio 1917; alla fine della guerra fu trasferita alla Regia Marina italiana per la riparazione dei danni di guerra, assumendo il nome di Brindisi e rimanendo in servizio fino alla radiazione, avvenuta l'11 marzo 1937.

## Storia

### Servizio con la imperial Regia Marina
Impostata nel cantiere navale di Fiume il 28 ottobre 1911, l'unità fu varata il 23 novembre 1912 con il nome di Helgoland in commemorazione della vittoriosa battaglia navale di Helgoland del 9 maggio 1864; la nave, nella classificazione austro-ungarica identificata come Rapidkreuzer ("incrociatore rapido" in lingua tedesca), entrò poi in servizio il 5 settembre 1914, poco più di un mese dopo l'inizio della prima guerra mondiale.
All'entrata in guerra dell'Italia il 23 maggio 1915, lo Helgoland fu coinvolto nel piano messo in atto dalla marina austro-ungarica per una serie di attacchi contro le coste italiane affacciate sul mar Adriatico: la mattina del 24 maggio l'esploratore, supportato da quattro cacciatorpediniere, pattugliò l'area compresa tra Pelagosa, Lagosta e il Gargano per poi dirigere sul porto di Barletta che bombardò; qui fu coinvolto in uno scontro con i cacciatorpediniere italiani Aquilone e Turbine, contribuendo all'affondamento di quest'ultimo. Il 17 agosto seguente lo Helgoland, insieme al gemello SMS Saida e a quattro cacciatorpediniere, partecipò invece a una missione di bombardamento dell'isola di Pelagosa, da poco occupata dagli italiani.
Nel tardo 1915 l'esploratore fu trasferito nel basso Adriatico onde partecipare alle missioni di intercettazione del traffico navale degli Alleati tra l'Italia, il Montenegro e l'Albania, e nella notte del 22 novembre lo Helgoland insieme al Saida e una squadriglia di torpediniere compì un'incursione lungo le coste albanesi intercettando e affondando due mercantili italiani, il piroscafo Palatino e il motoveliero Gallinara; per meglio facilitare queste missioni, lo Helgoland fu quindi spostato nella base di Cattaro insieme al suo pari classe SMS Novara e ai sei moderni cacciatorpediniere della classe Tátra. Il 6 dicembre 1915 lo Helgoland e sei cacciatorpediniere bombardarono il porto di Durazzo in Albania, dove furono affondati due velieri italiani e tre albanesi; nella notte tra il 28 e il 29 dicembre, invece, l'unità e cinque cacciatorpediniere furono coinvolti negli eventi della battaglia di Durazzo: dopo aver speronato e affondato il sommergibile francese Monge davanti Cattaro, lo Helgoland bombardò Durazzo dove affondò il piroscafo greco Mikael, ma la formazione austro-ungarica finì su un campo di mine navali perdendo il cacciatorpediniere Lika e subendo gravi danni al pari tipo Triglav. Sulla via del rientro, la formazione ingaggiò un confuso combattimento con un gruppo navale di unità italiane, francesi e britanniche, subendo l'affondamento del danneggiato Triglav ma riuscendo infine a sganciarsi; lo Helgoland subì alcuni danni oltre a due morti e dodici feriti tra l'equipaggio.

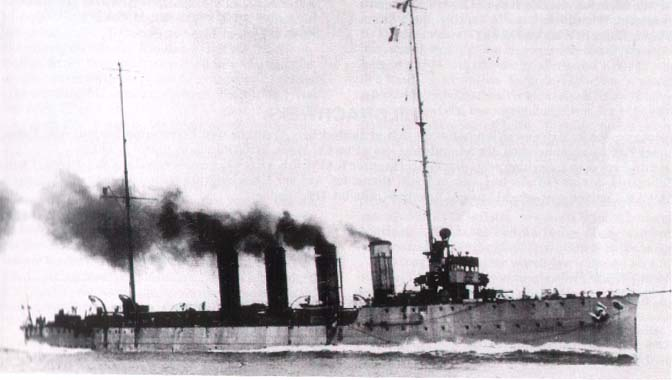
La nave in navigazione

Dopo questo insuccesso le incursioni austro-ungariche contro le coste albanesi non ripresero fino alla fine del gennaio 1916; il 6 febbraio lo Helgoland e sei torpediniere presero il mare per una nuova azione su Durazzo, ma incapparono in un gruppo di navi degli Alleati e dopo un breve scambio di colpi rientrarono a Cattaro; nella notte tra il 31 maggio e il 1º giugno l'unità coprì un'incursione portata da due cacciatorpediniere e tre torpediniere contro il blocco del Canale d'Otranto durante la quale venne affondato il drifter Beneficient, mentre un analogo raid compiuto il 3 luglio seguente non portò risultati. Nella notte tra il 28 e il 29 agosto lo Helgoland partecipò a un'uscita in forze della squadra di Cattaro diretta a bombardare la costa italiana, ma viste le condizioni di scarsa visibilità la formazione rientrò alla base senza aver portato a termine la missione. La notte del 22 dicembre l'esploratore coprì un'incursione di quattro cacciatorpediniere contro lo sbarramento di Otranto, risoltasi in una confusa azione con una squadriglia di cacciatorpediniere francesi che incrociava in zona.
La notte tra il 14 e il 15 maggio 1917 i tre esploratori della classe Helgoland parteciparono a una massiccia incursione contro lo sbarramento di Otranto, azione che diede vita alla cosiddetta battaglia del Canale d'Otranto: agendo singolarmente, le tre unità affondarono 14 drifters, ma sulla via del ritorno incapparono prima in una formazione costituita dall'esploratore italiano Carlo Mirabello e da tre cacciatorpediniere francesi, e poi in una seconda formazione con gli incrociatori leggeri britannici HMS Bristol e HMS Dartmouth scortati da cacciatorpediniere italiani e francesi; nel corso di una lunga azione durata tutta la mattina i tre esploratori austro-ungarici riuscirono infine a disimpegnarsi e a rientrare a Cattaro, con lo Helgoland che fu colpito tre volte, riportando un morto e 18 feriti tra l'equipaggio. Lo Helgoland riprese il mare il 19 ottobre seguente per una puntata verso Valona e Brindisi con la scorta di sei cacciatorpediniere: la formazione austro-ungarica fu localizzata da aerei italiani, e la missione fu interrotta dopo che lo Helgoland ebbe subito alcuni danni minori a causa delle bombe sganciate dai velivoli nemici.
Dopo questa operazione lo Helgoland non partecipò ad altre azioni contro il nemico fino alla fine delle ostilità. L'esploratore fu presente a Cattaro durante gli eventi dell'ammutinamento del febbraio 1918, ma non riportò alcun danno; lo Helgoland fu inserito nei piani austro-ungarici per una massiccia incursione contro il canale di Otranto da attuarsi per l'11 giugno, ma l'affondamento il giorno prima della nave da battaglia SMS Szent István fece abortire il piano prima che fosse attuato.

### Servizio con la Regia Marina
Conclusa la guerra, lo Helgoland fu una delle unità della ex marina austro-ungarica ad essere consegnata all'Italia per effetto del Trattato di Saint-Germain-en-Laye, come riparazione dei danni di guerra; l'unità fu consegnata ai nuovi proprietari il 19 settembre 1920 nel porto di Biserta, raggiungendo poi La Spezia il 26 ottobre seguente dove fu inserita nel "Gruppo Esploratori" con il nuovo nome di Brindisi. La nave subì lavori di riparazione e messa punto dal 6 aprile al 16 giugno 1921, entrando poi pienamente in servizio con la Regia Marina come nave di bandiera del contrammiraglio Massimiliano Lovatelli. Il Brindisi salpò per Istanbul il 3 luglio, visitando numerosi porti di Italia, Grecia e Turchia durante il tragitto, rilevando l'incrociatore San Giorgio come nave ammiraglia dello Squadrone Orientale e servendo poi in questo ruolo fino al suo ritorno in Italia il 7 gennaio 1924.
Il Brindisi ospitò a bordo il re Vittorio Emanuele III di Savoia durante le cerimonie per il trasferimento della città di Fiume all'Italia nel febbraio-marzo del 1924, per poi essere trasferito in Libia dove servì per diversi anni; rientrato in Italia, fu posto in riserva il 26 luglio 1926 ma riattivato il 1º giugno 1927 come nave ammiraglia del 1º Squadrone cacciatorpediniere del contrammiraglio Enrico Cuturi. Nave di bandiera del contrammiraglio Antonio Foschini dal 6 giugno 1928, nel maggio-giugno 1929 compì un'ultima crociera nel Mediterraneo orientale toccando porti in Grecia e nel Dodecaneso prima di essere posto in disarmo il 26 novembre 1929. Impiegato come nave deposito a Ancona, Pola e Trieste, il Brindisi fu infine radiato dal servizio attivo l'11 marzo 1937 e avviato alla demolizione.